# Clarkston (Utah)
Pour les articles homonymes, voir Clarkston.
Clarkston est une municipalité américaine située dans le comté de Cache en Utah.
Lors du recensement de 2010, sa population est de 666 habitants. La municipalité s'étend alors sur une superficie de 0,97 mille carré (2,51 km2).
Clarkston est fondée vers 1865 par un groupe de pionniers dont faisait partie Israel Justus Clark, en l'honneur duquel la localité est nommée.